# Liparis ovalis
Liparis ovalis är en orkidéart som beskrevs av Rudolf Schlechter. Liparis ovalis ingår i släktet gulyxnen, och familjen orkidéer. Inga underarter finns listade i Catalogue of Life.